# 平等权利修正案
「平等权利修正案」（英語：Equal Rights Amendment，简称「ERA」）是《美国宪法》的一项修正案，旨在消除男女在离婚、财产、就业等领域上的法律区别，从而减少社会上的性别歧视现象，保障所有美国公民享有平等的法律权利。
该修正案最初是由艾麗斯·保羅和克丽丝特尔·伊斯曼编写，希望通過修正案来禁止法律中的性別歧視。1921年，该修正案提案首次被递交至美国国会审议，并从此引发了关于美国社会关于性別平等的意义的大辩论。支持者认为该提案能够减少社会上的性别歧视现象，而反对者则认为该提案认可堕胎、避孕等权利，将扭曲传统家庭价值观。

## 内容
《平等权利修正案》包含三个条款：
- 第一，联邦或州不得因性别而拒绝或剥夺人们在法律上的平等权利；
- 第二，国会有权通过适当的立法执行本条的规定；
- 第三，本修正案自批准之日起两年后生效。

1865年，南北战争结束，之后美国陆续通过了三条修正案（重建修正案），以终结奴隶制并保障个人权利。其中第十三修正案废除了奴隶制；第十四修正案规定了政府应保障个人权利；第十五修正案保障了投票权。但这些修正案中所保护的对象只是男性。女性的权利（如投票权）就没有得到保障。此外女性权益的支持者提出：性别歧视在美国社会中是一个普遍现象，尤其表现在工资、职位、生育领域。此为《平等权利修正案》出现的背景。

## 历史
在平等权利修正案的早期历史上，受民權運動的影響，中产阶级妇女，特別是女性主義者，在很大程度上是支持的，而那些为工人阶级说话的保守派民主党人则常常反对，指出就业妇女需要对工作条件和工作的时间进行专门的保护。
该修正案提案于1921年首次提出，撰写者为艾麗斯·保羅和克丽丝特尔·伊斯曼（Crystal Eastman，1881-1928）。同年该提案被递交国会，但没有通过。此后从20世纪30年代至50年代，虽然该提案被多次递交国会，但都没有获得通过。不过，在第二次世界大战期间，由于大量男性被投送至战场，美国的女性开始大规模地走出家门，填补各行各业劳动力的空缺，这也加速了大量女性参与政治、法律、获得高等教育的进程，为《平等权利修正案》的再度复兴奠定了基础。
20世纪60年代后，受到民权运动和第二波女权主义的影响，《平等权利修正案》逐渐受到了越来越多人的支持。1971年，众议员玛莎·格里菲斯（Martha Griffiths，1912-2003）再度将该项提案递交国会审议。同年10月，众议院以354比24的投票通过了这项提案，次年3月，参议院也以84比8的投票批准了这项提案。之后，按照美国宪法第五条所规定的修正案通过办法，国会将提案送至各州审议。根据宪法，提案在国会两院通过后，需要递交给各州审议。只有超过四分之三的州批准同意该提案后，该提案才能正式成为宪法修正案。
国会起初将截至日期设定在了1979年3月。至1977年时，该提案已经在35个州得到了通过，距离宪法要求的“四分之三州通过”仅剩下3个州。在当时，民主党和共和党都对该法案持支持态度，因此这项提案似乎注定会被通过。但此时，在持保守主义的社会运动人士菲利丝·施拉夫利（Phyllis Schlafly，1924-2016）活动下，民众对于该提案的态度开始发生改变。施拉夫利提出，该提案实际上对女性权益不利，并且会改变女性在传统家庭中的角色，扭曲传统的家庭价值观。在施拉夫利的积极宣传下，至1979年3月时，不但再没有一个州通过该提案，反而五个州（内布拉斯加、田纳西、爱达荷、肯塔基、南达科他）的议会通过投票撤销了他们对于该提案的支持。这五个州的决定不仅让这个提案的通过变得更加不可能，同时也引发了一个法律程序问题。因为美国宪法第五条没有定下关于州议会撤销支持修正案提案的机制，因此这五个州当时的决定成为了一个遗留至今的法律程序问题。
1978年，国会通过一项决议，将这个提案的截至日期延长至1982年6月。不过受到20世纪70至90年代保守主义回潮的影响，美国社会中的反堕胎运动高涨。在这一轮新保守主义的浪潮背景下，共和党从20世纪80年代开始采取反堕胎的政治立场，并撤回了对《平等权利修正案》的支持。因此从1978年至1982年间，没有任何一个州通过了对该修正案的支持决定。这也宣告了《平等权利修正案》第二次冲击修正案地位的尝试宣告失败。

## 当代
1982年之后，随着美国社会的多元化程度不断加深，关于《平等权利修正案》的争论依然在持续，并在进入21世纪后不断升温。2020年2月，经民主党众议员提出，众议院以232比183的投票，同意取消了关于《平等权利修正案》的截止期限，但是这项决议却未能在参议院获得通过。2021年3月，众议院再次以222比204的投票同意取消了关于《平等权利修正案》的截止期限，但参议院尚未能通过。
在州方面，尽管《平等权利修正案》冲击修正案地位的努力已经在1982年过期，但各州并未因此停止关于这一修正案的争论。《平等权利修正案》的反对者提出：国会没有权力修改该提案的最后通过期限，因此该提案早已作废。而《平等权利修正案》的支持者则宣称，国会没有权力为该该提案设定最后通过期限，因此该提案应该一直有效。同时，《平等权利修正案》的支持者也认为，州无权撤销他们对于该提案的支持，因此70年代末那五个州的撤销行为属于无效。近些年仍然有州通过决议，宣布支持该提案：2017年，内华达州宣布支持该提案；2018年，伊利诺伊州宣布支持该提案；2020年，弗吉尼亚州宣布支持该提案。这让现在或曾经支持过该提案的总州数量达到了38，这无疑激化了提案支持者和反对者之间的争论。